# Brita Andersdotter (Hök)
Brita Andersdotter , född 25 januari 1586 i Partille, död 30 januari] 1671 i Göteborg , tillhörde adelsätten Hök och var en svensk affärsidkare. Hon var Göteborgs första kvinnliga bryggare.

## Biografi
Brita Andersdotter  var dotter till ståthållaren på Gullbergs fästning Anders Andersson (Hök) och gifte sig 1602 med borgmästaren i Nya Lödöse, Allert Siltman (flera stavningar, bland annat Ollert Syltman).
När hon 1619 blev änka erbjöds hon som "Ollert Syltmans efterleverska" av kronan att överta makens arrende av Flundre härad och Lilla Edets kvarnar, och blev vid sidan av Regina Basilier den enda icke adliga kvinna att inta den offentliga posten av kronans förpaktare under sin samtid.
Hon ingick 1621 äktenskap med den från Tyskland till Göteborg inflyttade förmögne handlanden Hans Scrivert. Efter dennes död 1631 kallas hon understundom Brita Hans Scrivers, men oftare nämnes hon efter förste maken antingen Brita Sittman eller Brita Allerts.

### Bryggare
Brita Allerts intog en rangplats i samhället på grund av börd och till följd av den förste mannens höga ämbetsmannaställning men också av den andre mannens egenskap av framstående köpman, men det är som bryggare i Göteborg hon är mest känd.  I en gammal arkivhandling, "Borgarelängdhen öfwer Götheborgs stad sampt hwad dess invånares Handtering och Wandel är" (1639)1) nämns att i "17 Roote" var boende "Brigita S. (salig) Hans Scrifuers, Bryggierska". Även mantalslängden för samma år upptager henne.
Ännu som 63-årig förestod hon sitt bryggeri. Hon omnämnes nämligen i den första bryggarelängden (1649) eller som den något tyskt kallas "Rechnung för Accisen uthi Göteborg p. Anno 1649, Bryggerij". Hon synes emellertid då ha börjat avveckla sin bryggeriverksamhet, ty dels "angiver" hon endast 16,½ tunna malt, varav hon framställde "19 tunnor godt öhl, (3 t. Näst Öhl och 4 t. Spijsöhl", och tillverkningsskatten eller accisen uppgick till 2 daler och:' 22 öre silvermynt, dels är hon ej med i längden det följande året.
Det nämns att staden 1667 fortfarande stod i skuld till henne för den förtäring, som hon vid ett tillfälle i Nya Lödöse lämnat Gustaf II Adolf. Visserligen hade staden i sin tur en motfordran på henne 23 års arrende av ett landeri och en masthamn vid Stigberget. Men hennes fordran i kapital och ränta var dock dubbelt så stor som hennes skuld. Hon erbjöd sig emellertid kvittning.
Förutom sin bryggeriverksamhet ägnade hon sig även åt andra affärer. Hon fick prolongation av makens arrende på Ale härad 1632 och ytterligare en gång 1634, och var som sådan, vid sidan Regina Basilier, en av endast två icke adliga kvinnor (och en av sex kvinnor över huvud taget) som hade ställning av kronans förpaktare under sin tid.
I lektor Floranders likpredikan vid hennes begravning heter det bland annat: 
"Den saliga matronan war icke allenast en gudfruktig utan en mycket förfaren och liberal hushållerska, som höll det för en ära att hvar man, anförwant eller främmande, i sitt hus med höflighet, godt traktamente och annan ärebevisning fägna och bemöta. Mot fattiga och nödställda var hon gifmild och därför wardt hon ock så mycket mer av Gud välsignad".